# Predeal
Predeal est une ville et une station de sports d'hiver du județ de Brașov, en Roumanie.

## Géographie
Predeal est située dans les Carpates de Transylvanie. Bâtie au niveau d'un col dans le défilé de Predeal et sur ses flancs environnants, à 1 033 m d'altitude, c'est la ville la plus élevée du pays. Elle est limitée au nord par les massifs montagneux Postăvaru et Piatra Mare, à l'est-sud-est par le Gârbova, et au sud-ouest par le massif du Bucegi. Predeal accueille la source de la rivière Prahova, un sous-affluent du Danube.

## Toponymie
Le nom de la ville proviendrait de spre deal, qui signifie « sur la colline », ou du mot slave predel, qui signifie « limite ».

## Transports
Par la route, Predeal se trouve à 25 km de Braşov, à 83 km de Ploieşti et à 149 km de Bucarest. 